# 2021 (渋谷すばるのアルバム)
『2021』（ニーゼロニーイチ）は、渋谷すばるの3枚目のフル・アルバム。2021年9月22日にWorld artから発売された。

## 概要
- 前作『NEED』から約10か月振りのリリース。
- 本作は初回限定盤、通常盤、アナログ盤の3形態で発売。
- JRA日本中央競馬会「阪神競馬場 天皇賞 (春) SPECIAL MOVIE『天、駆ける春。』」のオリジナルテーマソングである「塊」[9][10]等、全9曲を収録[11]。
- 本作は、2021年のさまざまな瞬間をとらえた楽曲を収録した、渋谷すばるのパーソナルが詰め込まれており[12]、シンプルでいて何回も繰り返し聞くことの出来る力強い作品となっている[13]。
- 初回限定盤の特典DVDには、2021年4月21日に開催された自身の無観客生配信ライブ『渋谷すばる ONLINE LIVE 2021「NEED」』[14]の模様を全編収録[12]。
- 本作のアートワークは、聞き込んだレコードのジャケットのようなデザインとなっている[13]。
- オフィシャルファンクラブ『Shubabu』会員の購入特典として、「DEMOを特典にしてみたCD」を付属[15]。
  - 同CDには、本作に収録されている「塊」と「同期の動機」のデモ音源を、自身の"ちょっとした解説付き"で収録[16]。
  - 上述の2曲のデモ音源が収録されているが、実際のCDでは解説を挟みながら1つのトラックにまとめて収録されている。
- 店頭での一般購入特典として、B5サイズの特製冊子型壁掛けカレンダーを付属[15]。
- 本作の発売日である同年9月22日は自身の40歳の誕生日でもある[8]。

### 各形態概要
| ＃ | 曲名       |
| -- | ---------- |
| 1  | 2021.01.23 |
| 2  | レコード   |
| 3  | きになる   |
| 4  | 塊         |
| 5  | さられ     |
| 6  | 同期の動機 |
| 7  | 池         |
| 8  | つくる     |
| 9  | 終焉       |

| ＃ | 曲名                  | 形態             |
| -- | --------------------- | ---------------- |
| 1  | 塊 (デモ音源)         | 全形態（特典CD） |
| 2  | 同期の動機 (デモ音源) | 全形態（特典CD） |

| 特典内容                        | 形態       |
| ------------------------------- | ---------- |
| 特典CD（詳細は#特典CDを参照）   | 全形態     |
| 紙ジャケット仕様                | 全形態     |
| 特典DVD（詳細は#特典DVDを参照） | 初回限定盤 |

## 販売形態
- 発売日：2021年9月22日
  - 初回限定盤（WPZL-31914/5：CD+DVD）
    - 紙ジャケット仕様
    - 特典CD：「DEMOを特典にしてみたCD」（Shubabu会員購入者特典）

  - 通常盤（WPCL-13336：CD）
    - 紙ジャケット仕様
    - 特典CD：「DEMOを特典にしてみたCD」（Shubabu会員購入者特典）

  - アナログ盤（WPJL-10146：LP）
    - 特典CD（LCS-698）：「DEMOを特典にしてみたCD」（Shubabu会員購入者特典）

## チャート成績
- オリコンチャート
  - 初週11,131枚を売り上げ、2021年10月4日付の「オリコン週間 CDアルバムランキング」で週間9位を獲得した[2]。
  - 初週11,298ptを記録し、2021年10月4日付の「オリコン週間 合算アルバムランキング」で週間10位を獲得した[3]。
  - 累計11,131枚を売り上げ、2021年9月度「オリコン月間 CDアルバムランキング」で月間21位を獲得した[4]。
- Billboard JAPAN
  - 初週10,029枚を売り上げ、2021年9月29日公開の「Billboard Japan Top Albums Sales」で週間8位を獲得した[5]。
  - 2021年9月29日公開の「Billboard Japan Hot Albums」で週間9位を獲得した[6]。
  - 2021年9月29日公開の「Billboard Japan Download Albums」で週間73位を獲得した[7]。

## 収録曲

### CD
- 全作詞・作曲・編曲：渋谷すばる

1. 2021.01.23 - [4:06]
2. レコード - [3:58]
3. きになる - [3:54]
4. 塊 - [5:13]
  - JRA日本中央競馬会「阪神競馬場 天皇賞 (春) SPECIAL MOVIE『天、駆ける春。』」オリジナルテーマソング[9]
5. さられ - [4:04]
6. 同期の動機 - [5:02]
7. 池 - [3:34]
8. つくる - [5:09]
9. 終焉 - [4:50]

### 特典CD
※ファンクラブ会員特典。
| #         | タイトル       | 作詞  | 作曲・編曲 |
| --------- | -------------- | ----- | ---------- |
| 1.        | 「塊」         |       |            |
| 2.        | 「同期の動機」 |       |            |
| 合計時間: | 合計時間:      | 20:13 |            |

### 特典DVD（初回限定盤）
| #   | タイトル                   | 作詞 | 作曲・編曲 |
| --- | -------------------------- | ---- | ---------- |
| 1.  | 「Sing -a cappella-」      |      |            |
| 2.  | 「Earth Color」            |      |            |
| 3.  | 「BUTT」                   |      |            |
| 4.  | 「たかぶる」               |      |            |
| 5.  | 「ワレワレハニンゲンダ」   |      |            |
| 6.  | 「水」                     |      |            |
| 7.  | 「今日はどんな一日だった」 |      |            |
| 8.  | 「レコード」               |      |            |
| 9.  | 「きになる」               |      |            |
| 10. | 「塊」                     |      |            |
| 11. | 「風のうた」               |      |            |
| 12. | 「人」                     |      |            |
| 13. | 「生きる」                 |      |            |
| 14. | 「素晴らしい世界に」       |      |            |
| 15. | 「ぼくのうた」(アンコール) |      |            |

## 収録作品

### 映像作品

#### ライブ映像
池
- 5thライブBlu-ray『渋谷すばる LIVE TOUR 2024「Lov U」』